# SOCCKET

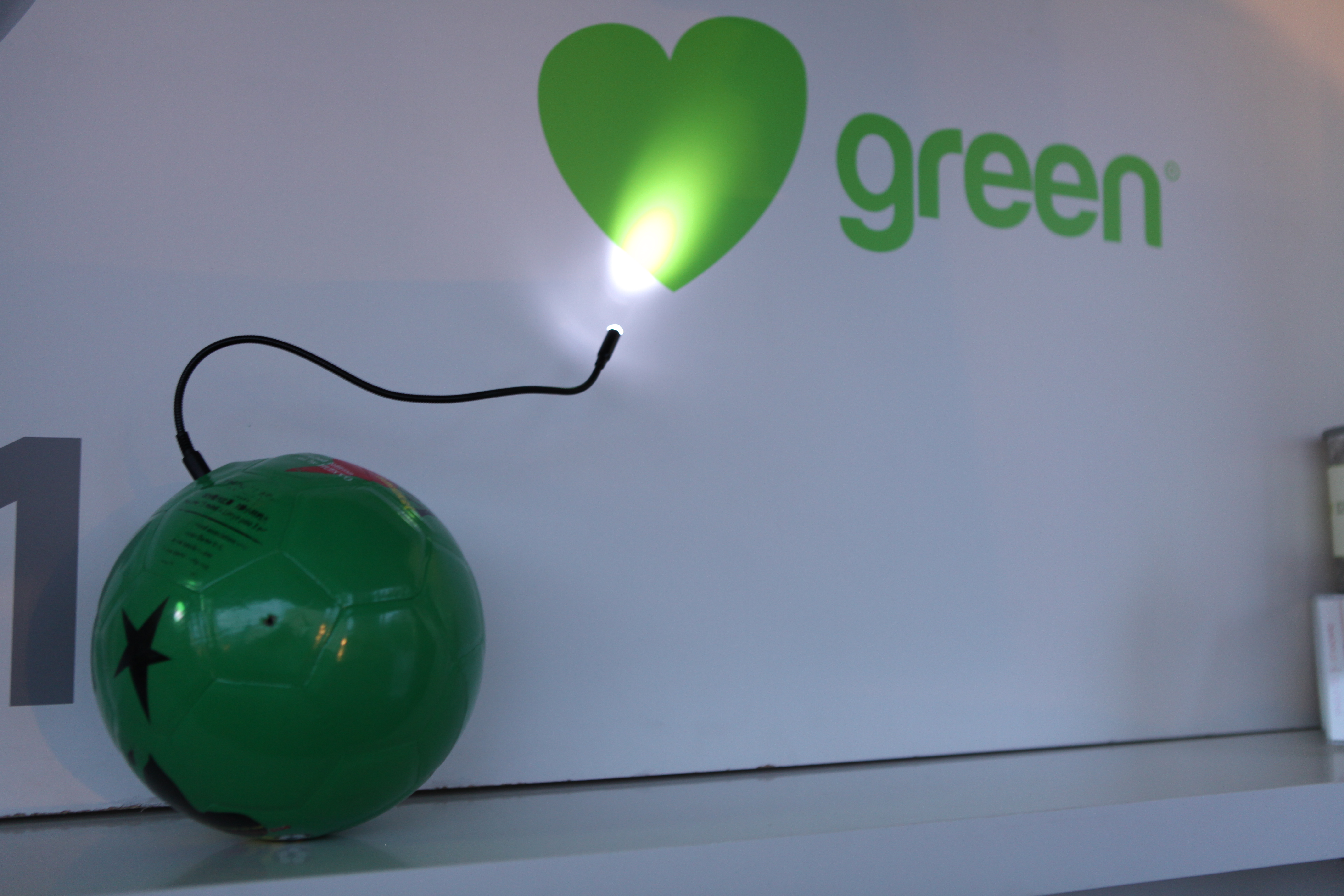
М'яч SOCCKET здатний забезпечити тригодинну роботу LED-лампи після 10-15 хвилин гри в футбол

SOCCKET — футбольний м'яч, створений компанією «Uncharted Play», здатний генерувати електроенергію. Створений перш за все для вирішення проблем жителів країн третього світу, в оселях яких через брак електрики використовуються небезпечні гасові лампи.

## Історія
Конструкцію м'яча запатентували чотири студенти Гарвардського університету. Пізніше вони заснували компанію «Uncharted Play», флагманським продуктом якої і став SOCCKET. Прототип м'яча вперше продемонстровано ЗМІ на початку 2010 року.
Назва «SOCCKET» є похідною від англійських слів «soccer» (з англ. — «футбол») і «socket» (з англ. — «роз'єм, розетка»).

## Принцип роботи
Усередині м'яча SOCCKET встановлено пристрій для вироблення і зберігання отриманої енергії — літій-іонний акумулятор, який перетворює кінетичну енергію удару в електричну. М'яч генерує потужність 6 ват, якої вистачить, щоб підключити стандартну світлодіодну лампу, зарядити стільниковий телефон, підключити побутовий вентилятор або стерилізатор води. М'яч SOCCKET важить стільки ж, скільки й звичайний, він водонепроникний, а його внутрішній механізм має додатковий захист.